# Aclytia megastigma
Aclytia megastigma là một loài bướm đêm thuộc phân họ Arctiinae, họ Erebidae.